# 프리미어리그
프리미어리그(영어: Premier League) 또는 잉글랜드 외의 지역에서 구분을 위해 잉글리쉬 프리미어리그(영어: English Premier League, EPL)는 1992년에 시작한 잉글랜드의 최상위 축구 리그이다. 프리미어리그는 스페인의 프리메라리가, 이탈리아의 세리에 A, 독일의 분데스리가, 프랑스의 리그 1과 함께 세계 5대 프로 축구 리그로 꼽히며, EFL 챔피언십과의 승강제가 이루어지고 있다. 매 시즌은 8월부터 5월까지 진행되며 홈 & 어웨이 방식으로 20개 클럽이 각 38경기씩 치르며 우승팀과 2~4위팀은 UEFA 챔피언스리그 본선에 직행하고 5위팀과 FA컵 우승팀은 UEFA 유로파리그에 출전하고 EFL컵 우승팀은 UEFA 컨퍼런스리그에 진출하게 된다. 만약 FA컵, 리그컵 우승팀이 다음 시즌 챔피언스리그 진출권을 따내면, 유로파리그 진출권은 차순위팀에게 넘어간다. 하위 3개팀은 다음시즌부터 2부리그인 EFL 챔피언십으로 강등되고, 반대로 챔피언십에서 우승한 팀과 2위팀 그리고 3~6위간의 승격 플레이오프 우승팀이 다음 시즌 프리미어리그로 승격하게 된다.
이때부터 프리미어리그는 전 세계에서 가장 많은 사람이 시청하는 스포츠 리그이자, 가장 많은 돈을 벌어들이는 축구 리그로 2022-23 시즌에는 프리미어리그 구단 전체의 수입이 61억 파운드에 달하는 것으로 조사되었고 2024-25 시즌에는 구단별로 평균 3억 1900만 파운드의 수입을 얻을 것으로 예상된다. 프리미어리그는 20개 클럽이 주주로 있는 일종의 주식회사이다.
1992년부터 현재까지 총 51팀이 프리미어리그 무대를 밟았고, 이 중 맨체스터 유나이티드 FC, 블랙번 로버스 FC, 아스널 FC, 첼시 FC, 맨체스터 시티 FC, 레스터 시티 FC, 리버풀 FC 토트넘 훗스퍼이 여덟 팀만이 우승컵을 들어 올렸다. 2003-04 시즌에는 아스널 FC가 리그 경기에서 단 한 번의 패배도 기록하지 않음으로써 프리미어리그에서 무패 우승을 달성한 유일한 팀이 되었고, 현재까지도 이 기록은 유효하다. 2017-18 시즌에는 맨체스터 시티 FC가 승점 100점을 기록하면서 프리미어리그 최다 승점 기록을 달성하였다. 최근 2023-24 시즌 우승 팀은 맨체스터 시티 FC이다.

## 역사

### 발단
1970년대에서 1980년대 초까지 잉글랜드 축구는 유러피언 컵을 휩쓸다시피 했지만, 1980년대 후반으로 접어들면서 암울한 시기에 들어섰다. 경기장은 오래되어 망가지고, 서포터들은 열악한 시설을 참아야 했고, 훌리건들이 수두룩했다. 또한 잉글랜드의 클럽들은 1985년에 벌어진 헤이젤 참사로 유러피언 컵 참가가 금지되었다. 1888년부터 시작된 잉글랜드의 최상위 리그였던 풋볼 리그 1부는 그 당시 몇몇 주요 잉글랜드 선수의 해외 진출과 관중 규모, 수입 면에서 이탈리아의 세리에 A와 스페인의 프리메라리가에 이어 3위에 있었다. 그러나 1990년대로 들어서면서 하향세를 그리던 것이 역전되기 시작했다. 그 첫 번째 요인은 잉글랜드 축구 국가대표팀이 1990년 FIFA 월드컵에서 4강에 진출하면서부터였다. UEFA는 1990년 잉글랜드 구단의 유럽 대회 5년 출장 금지 조치를 해제하였고, 당해에 치러진 UEFA 컵위너스컵에서 맨체스터 유나이티드 FC가 우승 컵을 들어올렸고, 힐즈버러 참사 이후 동년 1월에 나온 경기장 안전 기준과 관련하여 경기장의 모든 관중석을 기존의 스탠드 형태에서 좌석으로 교체하라는 권고를 포함한 테일러 보고서를 출판하였다.
중계권료 또한 매우 중요해졌다. 1986년에 풋볼 리그는 2년간 630만 파운드를 받는 계약을 하였지만, 1988년에는 4년간 4,400만 파운드로 계약이 갱신되었다. 1988년의 협상은 리그 분리의 첫 번째 신호였다. 10개 클럽은 풋볼 리그를 떠나 “슈퍼 리그”를 조직하려는 위협을 주었지만, 결국엔 설득을 통해 풋볼 리그에 잔류하였다. 경기장이 개선되고, 관중과 수입이 증가하자, 또다시 상위권 클럽들은 스포츠로 밀려드는 자금의 유입을 자본화할 목적으로 풋볼 리그를 떠나는 방안을 고려하기 시작하였다.

### 창설
| 시즌    | 우승                |
| ------- | ------------------- |
| 2024-25 | 리버풀              |
| 2023-24 | 맨체스터 시티       |
| 2022-23 | 맨체스터 시티       |
| 2021-22 | 맨체스터 시티       |
| 2020-21 | 맨체스터 시티       |
| 2019-20 | 리버풀              |
| 2018-19 | 맨체스터 시티       |
| 2017-18 | 맨체스터 시티       |
| 2016-17 | 첼시                |
| 2015-16 | 레스터 시티         |
| 2014-15 | 첼시                |
| 2013-14 | 맨체스터 시티       |
| 2012-13 | 맨체스터 유나이티드 |
| 2011-12 | 맨체스터 시티       |
| 2010-11 | 맨체스터 유나이티드 |
| 2009-10 | 첼시                |
| 2008-09 | 맨체스터 유나이티드 |
| 2007-08 | 맨체스터 유나이티드 |
| 2006-07 | 맨체스터 유나이티드 |
| 2005-06 | 첼시                |
| 2004-05 | 첼시                |
| 2003-04 | 아스널              |
| 2002-03 | 맨체스터 유나이티드 |
| 2001-02 | 아스널              |
| 2000-01 | 맨체스터 유나이티드 |
| 1999-00 | 맨체스터 유나이티드 |
| 1998-99 | 맨체스터 유나이티드 |
| 1997-98 | 아스널              |
| 1996-97 | 맨체스터 유나이티드 |
| 1995-96 | 맨체스터 유나이티드 |
| 1994-95 | 블랙번 로버스       |
| 1993-94 | 맨체스터 유나이티드 |
| 1992-93 | 맨체스터 유나이티드 |

1991년에 시즌이 종료된 후, 더 많은 수익 창출을 위한 새로운 리그 설립에 관한 제안이 제기되었다. 1991년 7월 17일에 창립 회원 협정(The Founder Members Agreement)을 1부 리그 클럽들이 체결하였고, 그 협정에 따라 FA 프리미어리그를 조직하기 위한 기본 원칙이 수립되었다. 새롭게 만들어지는 프리미어리그는 고유의 라이선스를 가지고 독자적인 중계권과 후원사 협상을 통해 잉글랜드 축구 협회와 풋볼 리그로부터 수익 면에서 독립적이었다.
1992년에 1부 리그 클럽은 모두 풋볼 리그를 떠났고, 1992년 5월 27일에 잉글랜드 축구 협회의 본부가 있던 랭커스터 게이트에 사무실을 만들고 유한회사로서 FA 프리미어리그가 설립되었다. 프리미어리그가 단일 디비전으로 운영되고 이전에 4개 디비전을 가지고 있던 풋볼 리그는 3개 디비전으로 바뀌는 일이 의미하는 바는 풋볼 리그의 104년간의 1부 리그로서의 역사에 종지부를 찍게 되는 것이었다. 대회 형식에는 아무런 변화가 없었다. 이전의 풋볼 리그 1부와 2부 사이에 이루어졌던 승강제 역시 프리미어리그와 새롭게 풋볼 리그 1부가 된 예전의 풋볼 리그 2부 사이에 이루어졌다.
새로운 프리미어십의 22개의 첫 멤버는 아스널, 애스턴 빌라, 블랙번 로버스, 첼시, 코번트리 시티, 크리스털 팰리스, 에버턴, 입스위치 타운, 리즈 유나이티드, 리버풀, 맨체스터 시티, 맨체스터 유나이티드, 미들즈브러, 노리치 시티, 노팅엄 포레스트, 올덤 애슬레틱, 퀸즈 파크 레인저스, 셰필드 유나이티드, 셰필드 웬즈데이, 사우샘프턴, 토트넘 홋스퍼, 윔블던이었다. 이 중 윔블던은 2004년에 연고지를 옮기면서 밀턴케인스 던스가 되어 현재는 사라진 팀이다.

### 확립
2016-17 시즌이 끝나면서 프리미어리그는 25번의 시즌을 끝마쳤다. 프리미어리그의 첫 번째 시즌이었던 1992-93 시즌에는 22개 클럽이 참가하였다. 프리미어리그의 첫 번째 골은 셰필드 유나이티드의 브라이언 딘이 맨체스터 유나이티드와의 경기에서 2-1로 승리할 때 넣은 골이다. 국제 축구를 주관하는 FIFA의 주장에 따라, 프리미어리그 역시 참가 클럽 수를 줄이게 되었다. 1995년에 네 개의 클럽이 강등되고 두 팀이 승격하게 되면서 20개 팀이 참가하는 현재의 리그 시스템이 확립되었다. 2006년 6월 8일에 FIFA는 이탈리아의 세리에 A와 스페인의 라 리가를 포함하는 주요 유럽 리그에 대하여 2007-08 시즌이 시작할 때까지 18개 팀으로 감축하라는 요청이 있었다. 프리미어리그는 FIFA의 이러한 감축 요구에 반대한다는 성명을 발표하였다. 결국 2007-08 시즌은 20개 팀으로 시작되었다. 리그는 명칭을 “FA 프리미어리그”에서 간단하게 “프리미어리그”로 2007년에 변경하였다. 같은 시즌이었던 2007-08 시즌에 39번째 경기를 해외에서 열자는 논의도 있었다.

## 법인 구조
프리미어리그는 법인으로 운영되며, 20개 클럽이 소유하고 있다. 각 클럽은 주주로서 규칙의 변화와 협정 등에서 각각 한 표를 행사할 수 있다. 클럽들은 리그의 운영을 감독하고 관리할 의장, 사무국장, 관리위원회를 선출한다. 축구 협회는 프리미어리그 운영에 직접 연관되지는 않지만, 의장과 사무국의 선출 및 리그에 새로운 규정을 도입하려고 할 때에 특별 주주로서의 거부권을 가지고 있다.
프리미어리그는 UEFA 점수에 따라 참가 클럽의 수 및 클럽을 정하는 UEFA의 유러피언 클럽 포럼에 대표단을 보낸다. 유러피언 클럽 포럼은 UEFA의 세 클럽 대회, 즉 챔피언스리그와 UEFA컵의 운영과 관련된 UEFA 클럽 대회 위원회의 세 명의 관리단을 선출할 책임을 가지고 있다.
현재 최고경영자는 2019년 12월에 임명된 리처드 마스터스이다. 현재 의장은 앨리슨 브릿테인이며, 그녀는 2023년 초에 이 역할을 맡았다.

## 리그 방식

### 리그 방식
프리미어리그에서는 20개 클럽이 겨룬다. 한 시즌(보통 8월부터 다음 해 5월까지) 동안, 각 팀은 다른 한 팀과 두 번 경기를 치르는데, 한 번은 홈구장에서 한 번은 상대 팀 구장에서 경기를 갖는다. 각 클럽은 시즌당 도합 총 38경기를 치른다. 경기에서 이기면 승점 3점, 비기면 승점 1점이 주어진다. 졌을 때는 승점이 없다. 팀 순위는 승점 순으로 매겨지는데, 승점이 같으면 골 득실차, 골 다득점 순으로 순위를 매긴다. 각 시즌 종료 시, 승점이 가장 많은 팀이 챔피언 자리를 차지하게 된다. 승점이 같을 경우 골 득실차, 골 다득점을 기준으로 챔피언을 가린다. 그래도 챔피언을 가릴 수 없는 경우, 제3의 중립적인 장소에서 플레이오프 매치를 갖는다(이 경우는 아직 없었다.). 최하위 3개 팀은 풋볼 리그 챔피언십 리그로 떨어진다. 풋볼 리그 챔피언십의 상위 2개 팀과, 풋볼 리그 챔피언십의 3위에서 6위까지 겨룬 플레이오프의 승자 한 팀이 다음 해 프리미어리그로 올라오게 된다.

### 유럽 대회 진출 자격
UEFA에서 주관하는 유럽 클럽 대항전에는 매년 프리미어리그의 총 일곱 팀이 참가한다. 그중 UEFA 챔피언스리그에는 최상위의 4팀이, UEFA 유로파리그에는 중상위의 2팀이 참가하게 된다.
리그 순위 진출 자격
- 프리미어리그 1위~4위: UEFA 챔피언스리그 본선 32강 조별리그
- 프리미어리그 5위: UEFA 유로파리그 진출
- 프리미어리그 6위: 컵 대회 진출 자격에 따라 UEFA 유로파리그, UEFA 유로파컨퍼런스리그 진출 여부 결정.
- 프리미어리그 7위: 컵 대회 진출 자격에 따라 UEFA 유로파컨퍼런스리그 진출 여부 결정.
  - 3차/4차 예선에서는 홈 & 어웨이 방식으로 플레이오프/본선 진출권을 다툰다.

컵 대회 진출 자격
- FA컵 우승: UEFA 유로파리그 본선
  - 단, 위 자격을 가진 팀이 UEFA 챔피언스리그의 진출권을 획득했다면 위 자격은 프리미어리그의 유럽대회 진출권을 얻지 못한 최상위 팀에게로 돌아간다.
- 풋볼 리그 컵 우승: UEFA 유로파컨퍼런스리그 플레이오프
  - 단, 위 자격을 가진 팀이 UEFA 주관 클럽 대항전의 진출권을 획득했다면 위 자격은 준우승 팀이 아닌 프리미어리그의 유럽대회 진출권을 얻지 못한 최상위 팀에게로 바로 돌아간다.

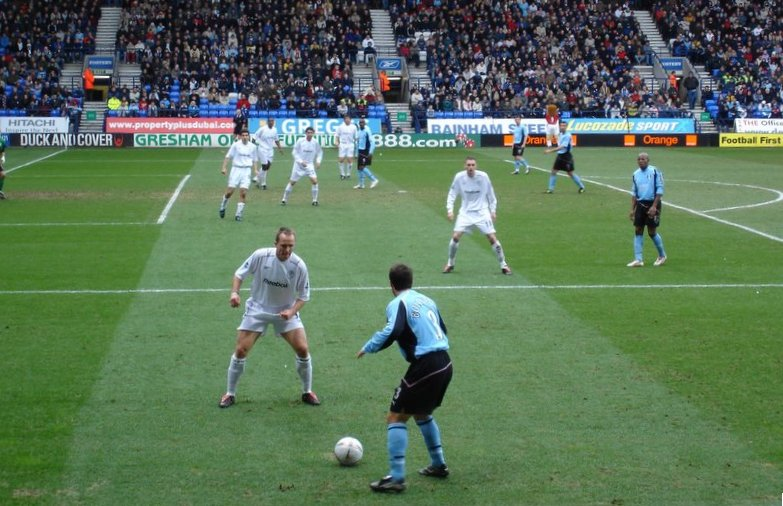
볼턴 원더러스와 풀럼의 FA컵 경기

2005-06 시즌에는 보통의 유럽 진출 자격 시스템의 예외가 있었는데, 그 대상은 리버풀이었다. 2004-05 시즌 당시 리버풀은 챔피언스리그를 우승했으나, 리그에서는 5위를 기록하여 4위에게까지 주어지는 챔피언스 출전권을 얻지 못하였다. 그리하여 UEFA는 리버풀에게 특별한 면제를 주어 챔피언스리그에 참가하게 하여 UEFA 챔피언스리그 2005-06에는 잉글랜드 팀이 다섯 팀이 출전하였다. 그 후에 UEFA는 전년도 우승 팀은 국내 리그 순위에 관계없이 대회에 출전할 수 있도록 하였다. 그러나 챔피언스리그에 4팀이 참가하는 국가의 경우, 만약 전년도 우승 팀이 상위 네 팀 안에 들지 못했을 경우, 리그 4위 팀이 챔피언스리그 진출을 포기해야 전년도 우승 팀이 나갈 수 있다는 의미가 된다.
2016-17 시즌에 맨체스터 유나이티드는 리그 6위를 기록하였지만, UEFA 유로파리그 2016-17에서 우승하였기 때문에 이미 리그에서 다음 년도 본선 진출을 확정한 UEFA 챔피언스리그 2016-17 우승팀인 레알 마드리드 대신 맨체스터 유나이티드가 챔피언스리그 본선 출전권을 승계하였고, 조별 예선으로 자동 진출하였다. 이로써 UEFA 챔피언스리그 2017-18에는 잉글랜드 팀 다섯 팀이 출전하였고, 이는 2005-06 시즌 이후 두 번째이다. 또한 챔피언스리그에 진출한 다섯 팀(첼시, 토트넘, 맨체스터 시티, 리버풀, 맨체스터 유나이티드) 모두 결선 토너먼트에 진출하여 사상 최초로 같은 국가의 다섯 팀이 결선 토너먼트에 오르는 기록을 세웠다.
2009-10 시즌까지 프리미어리그는 유럽 리그 랭킹 1위이며 그 밑으로 스페인의 프리메라리가와 독일의 분데스리가가 따르고 있다. 유럽의 상위 세 리그의 챔피언스리그의 출전 팀은 현재 네 팀이다. UEFA 회장인 미셸 플라티니는 프리미어리그의 몫 가운데 하나를 FA컵 우승 팀에게 할당하자는 제안을 하였지만, 이 제안은 UEFA 전략 위원회 회의에서 벌어진 투표에서 거부되었다.
플라티니의 FA컵 우승 팀이 UEFA컵 대신에 UEFA 챔피언스리그에 나가는 제안은 비록 거부되었지만, 프리미어리그의 3위 팀이 현재 3차 예선에 나가는 대신 조별 리그에 바로 진출하는 것은 승인되었고, 4위 팀은 새롭게 바뀌는 3차 예선(3차 예선이지만 1차 예선 전에 예선전이 한 번 더 있기 때문에 실제적으로는 4차 예선임)에 나가게 되었다. 이는 2009-10 시즌부터 적용된다. 앞에서 말한 것들은 모두 플라티니의 계획의 일부로, 조별 리그로 직행하는 팀을 늘림과 동시에, 하위 리그의 팀의 출전을 더 늘리는 방안이다.

### 승격과 강등
프리미어리그와 EFL 챔피언십 간 승강제 시스템이 존재한다. 프리미어리그의 하위 3팀은 챔피언십으로 강등되고, 챔피언십의 상위 2팀과, 3~6위를 기록한 네 팀이 플레이오프를 거친 후 최종 승리한 팀이 프리미어리그에 승격한다. 프리미어리그는 1992년 22팀으로 시작했지만, 1995년부터 20팀으로 줄여 현재까지 유지되고 있다.

## 스폰서십
프리미어리그는 1993년부터 2016년까지 칼링과 바클리즈 두 회사로부터 후원을 받았고, 그 대가로 리그 스폰서 명명권을 판매하였다. 후원사는 리그에 후원사의 이름을 걸 권리를 가지게 된다. 가장 최근의 리그 후원사는 바클리즈로, 2001년부터 2016년까지 16년간 프리미어리그를 후원했다. 2001년부터 2004년까지 바클리즈의 계열사인 바클리카드가 후원하였고, 2004년 이후로는 모기업인 바클리즈가 후원하였다.
| 기간      | 후원사      | 명칭                     |
| --------- | ----------- | ------------------------ |
| 1992–1993 | 후원사 없음 | FA 프리미어리그          |
| 1993–2001 | 칼링        | FA 칼링 프리미어십       |
| 2001–2004 | 바클리카드  | FA 바클리카드 프리미어십 |
| 2004–2007 | 바클리즈    | FA 바클레이스 프리미어십 |
| 2008–2016 | 바클리즈    | 바클레이스 프리미어리그  |
| 2016–     | 후원사 없음 | 프리미어리그             |

## 재정
프리미어리그는 전 세계에서 가장 수익성이 좋은 축구 리그이다. 컨설팅 기업인 딜로이트에 따르면 프리미어리그 클럽의 총수입이 2005-06 시즌에 14억 파운드를 넘었다고 한다. 이는 경쟁자인 이탈리아의 세리에 A와 거의 40퍼센트 이상 차이가 난다. 2007-08 시즌에는 중계권 거래가 시작되어 전체 수입이 약 18억 파운드 정도로 늘어났다. 2007년 12월의 환율에 따르면, 18억 파운드는 미국 달러로 37억 달러의 연간 수입으로 전환할 수 있다. 지난 몇 시즌 동안, 프리미어리그의 총수입은 전 세계 스포츠 리그 가운데 4위였다.
세계 축구에서만 보자면, 프리미어리그의 클럽 중 세계에서 부유하다고 여겨지는 클럽이 상당수 있다. 딜로이트는 매년 나오는 각 클럽의 수입에 대한 분석을 통해, 2005-06 시즌에 상위 20개 클럽 가운데 프리미어리그 클럽이 8개 팀이 포함되어 있다고 전하였다. 다른 어떤 리그도 이 순위표에 다섯 팀 이상 있는 리그가 없었다. 경쟁 리그인 라 리가조차도 레알 마드리드와 FC 바르셀로나를 제외하곤 스페인 클럽을 찾아볼 수 없었다. 20위까지의 목록을 보면 프리미어리그가 8팀, 세리에 A가 4팀, 분데스리가 3팀, 라 리가가 2팀, 리그 1, 스코틀랜드 프리미어리그, 포르투갈 리가가 각각 1팀씩 목록에 이름을 올렸다. 프리미어리그 팀들이 수년 동안 상위권을 지배해 왔지만, 2004-05 시즌 전까진 1위를 차지한 프리미어리그 팀은 없었다. 프리미어리그의 새로운 TV 중계권이 효력을 발휘한 뒤에 리그 수입의 광범위한 증가와 더불어 프리미어리그 클럽의 순위가 상향 조정되었고, 이는 프리미어리그 클럽이 목록의 1위를 차지할 가능성이 높아짐을 의미한다.
프리미어리그 클럽의 또 다른 중요한 수입원 원천은 바로 관중 입장료이다. 2005-06 시즌의 경기당 평균 관중 수는 34,364명으로 전 세계 모든 스포츠 리그에서 세리에 A, 라 리가, 분데스리가에 이어 4위에 해당하는 수치이다. 리그의 첫 시즌이었던 1992-93 시즌의 21,126명에 비하면 60퍼센트의 증가를 가져온 셈이다. 그러나 1992-93 시즌에는 대부분의 경기장이 테일러 보고서에 따라 1994-95 시즌까지 경기장의 관중석을 모두 좌석으로 교체하면서 경기장의 규모가 감소하였다. 그러나 2005-06 시즌의 평균 관중 수는 2002-03 시즌의 35,464명에 비해 줄어들었다.

## 방송 중계

### 영국 및 아일랜드

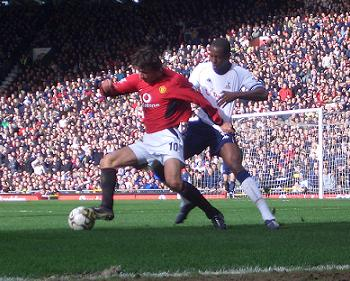
맨체스터 유나이티드와 토트넘 홋스퍼의 2004년 경기 모습

텔레비전은 프리미어리그 역사에서 중요한 역할을 하였다. TV 중계권으로 들어오는 돈은 경기 내외적 측면에서 훌륭한 효과를 발휘하게 해준다. 1992년에 프리미어리그가 영국 스카이 방송과 맺은 중계권의 배당 결정은 당시에는 과감한 결정이었지만, 결국 잘한 결정이었다. 돈을 주고 하는 텔레비전 시청은 그 무렵에는 영국 시장에서 거의 처음 시도하는 일이었다. 그러나 스카이의 전략과 프리미어리그 축구를 보고 싶은 팬의 욕구와 영합하여 프리미어리그의 TV 중계권료는 급등했다.
프리미어리그는 리그의 텔레비전 중계권을 공동으로 판매한다. 이는 세리에 A와 라 리가와 같은 다른 유럽 리그와 대조되는 점인데, 이들 리그는 각 클럽이 중계권을 개별적으로 판매하여, 총수입의 많은 부분이 상위 몇 개의 클럽에게 분배된다. 이 자금은 세 부분으로 나뉜다. 절반은 각 클럽 간에 동등하게 나눠 가진다. 4분의 1은 리그 순위에 따라 차등하여 지급된다. 1위 팀은 최하위 팀보다 20배 많은 금액을 받게 된다. 그렇게 2위 팀은 19배, 3위 팀은 18배 이런 식으로 배분한다. 나머지 4분의 1은 시설비로서 텔레비전으로 중계된 경기의 당사자들이 받게 된다. 상위권 클럽들이 일반적으로 여기에서 많은 배분을 챙기게 된다. 해외 중계권 수입은 각 클럽별로 동일하게 배분된다.
처음의 스카이 방송의 중계권 협정은 다섯 시즌 동안 1억9천1백만 파운드의 가치를 지녔다. 다음 계약은 1997-98 시즌 전에 이루어졌는데, 네 시즌에 6억7천만 파운드로 증가하였다. 세 번째 계약은 2004-05 시즌부터 2006-07 시즌까지 세 시즌 동안 10억240만 파운드로 거래되었다. 프리미어리그는 2004-05 시즌부터 2006-07 시즌까지 세 시즌 동안 해외 중계권 판매를 통해 3억2천만 파운드의 이득을 가져왔다. 이는 각 국가 및 지역별로 하나씩 판매하는 것을 기본으로 하였다. 스카이의 독점은 2006년 8월에 세탄타 스포츠가 여섯 개 패키지 가운데 두 개를 따내면서 깨지게 되었다. 이는 유럽 위원회에서 나온 독점적인 중계권은 하나의 텔레비전 회사에만 판매할 수 없다는 주장에 따라 이루어지게 되었다. 스카이와 세탄타는 총 17억 파운드의 중계권료를 지불하였고, 이는 많은 논평가가 지난 몇 년간의 중계권 가치의 급작스런 증가를 안정화해야 한다고 평할 정도로 매우 놀랄 만한 일이었다. 또한 세탄타는 아일랜드 시청자를 위한 오후 3시의 생방송 중계권을 독점적으로 가지게 되었다. BBC는 세 시즌 동안 하이라이트를 《매치 오브 더 데이》에서 보여줄 권리를 지난 세 시즌 동안의 가격인 1억5백만 파운드보다 63퍼센트 증가한 1억7160만 파운드를 지불하고 계속 유지하게 되었다. 라디오 텔레피스 에른(Radio Telefís Éireann)은 아일랜드에서의 하이라이트 방송을 맡았다.
2012. 6. 13(현지시간). 2013-14시즌부터 3년간의 프리미어 리그 영국내 중계권료가 30억파운드(한화기준 5조4430억원)에 낙찰되었다. 이는 연간으로 환산하면 1조8천억원에 달하는 것으로 기존의 계약보다 70% 상승한 것이다. 2016-2019시즌의 프리미어리그 영국내 중계권료는 51억 3천 6백만 파운드에 체결되었다. 이는 한화로 8조 5천 500억원에 달하는 거액으로 한경기당 170억원에 해당하는 금액이다. 이로서 당장 내년시즌부터 우승팀의 경우 2,496억원이 중계권료로 배당되게 되며 최하위 팀에게도 1,647억원이 배당되게 되었다. 이는 사실상 라리가 중계권 수입을 독차지 하고 있는 레알 마드리드나 바르셀로나에 비해 우승팀은 이를 넘어서는 금액을 받게 되는 것이고 최하위 팀의 경우에도 그에는 못미치지만 상당한 금액을 받게 되는것을 의미한다. 이런 추세라면 차기 계약의 경우 최하위 팀도 라리가 양강보다 더 많은 금액을 받을 수 있을 것으로 추정된다. 돈이 모든 것을 규정할 수 있는 것은 아니지만 이런 거액은 판도를 바꿔버릴만한 엄청난 금액을 바탕으로 바야흐로 진정한 EPL의 시대가 열릴 것으로 보인다.

### 전 세계
“지구상 최고의 쇼”로 홍보를 한 프리미어리그는 세계에서 가장 인기 있고 가장 많이 시청을 하는 스포츠 리그로, 202개 국가에서 5억 이상의 인구가 시청하고 있다. 미국에서의 중계는 폭스 축구 채널과 세탄타 스포츠 북아메리카에서 공동으로 하고 있다. 한편, 대한민국에서는 2008-09 시즌까지 MBC ESPN(現 MBC 스포츠+)에서 중계해 오다가 2009-10시즌부터 2017-18시즌까지 SBS 스포츠채널(現 SBS 스포츠)을 통해 프리미어리그를 중계하였다. 2016-17시즌부터는 SPOTV+ 에서도 볼 수 있다.
2018-19 시즌부터 한국에서 중계는 SPOTV(유료채널 포함), SPOTV NOW, 아프리카TV, 카카오TV, SKT 옥수수에서 볼 수 있으나, SPOTV가 지정하는 유료경기들은 SPOTV ON1/2와 SPOTV NOW1/2에서만 시청할 수 있다. 네이버에서는 2018-19시즌까지 볼 수 있었으나 네이버가 2019-20시즌 중계권을 획득하지 못한관계로 2019-20 시즌은 볼수없다.(하지만 시즌 도중 다시 네이버가 2019-20시즌 중계권을 획득하며 시청할 수 있게 되었다.)
프리미어리그는 특히 스포츠 프로가 널리 퍼진 아시아에서 인기가 많다. 중국에서 프리미어리그 경기의 텔레비전 중계는 어떠한 외국 스포츠보다도 많은 1억에서 3억6천만 명의 시청자를 끌어올 수 있다. 이러한 인기 때문에, 리그는 2003년 7월에 말레이시아에서 FA 프리미어리그 아시아컵을 개최하였는데, 여기에는 첼시, 뉴캐슬, 버밍엄 시티, 말레이시아 축구 국가대표팀이 참가하였다. 2005년에도 유사한 형태의 아시아 대회가 태국에서 개최되었는데, 에버턴, 맨체스터 시티, 볼턴 원더러스와 태국 축구 국가대표팀이 참가하였다. 2007년에 바클레이즈 아시아 트로피 2007이 홍콩에서 개최되어 리버풀, 포츠머스, 풀럼과 홍콩의 FA컵 우승 팀인 사우스 차이나가 참가하였다.
축구 협회는 인터넷을 통한 저작권 침해로 말미암아 어려움에 부딪혔다. 인터넷을 통한 생중계 유출을 막으려고 넷리절트(NetResult)라는 온라인상에서 상표권을 보호하는 데 특화된 기업을 고용하였다. BBC는 넷리절트가 “101greatgoals.blogspot.com”이라는 유튜브 비디오를 링크시키는 독립된 웹사이트에 경고하는 이메일을 보내어 일시적인 폐쇄를 하게 하였다.

## 비판

### 하위 리그와의 넓어지는 격차
주된 비판 가운데 하나는 프리미어리그와 풋볼 리그 간의 격차가 날로 심화되고 있다는 점이다. 풋볼 리그와 나뉜 그때부터, 프리미어리그의 클럽과 하위 리그의 클럽 간의 격차가 생기기 시작하였다. 리그 간의 중계권료의 수입의 차이에 따른 불일치가 큰 부분을 차지하며, 새롭게 승격하는 많은 팀은 프리미어리그의 첫 시즌에서 강등을 피하려고 많은 노력을 한다. 2001-02 시즌을 제외하고 매 시즌 적어도 한 팀은 풋볼 리그에서 승격한 첫 시즌에 다시 강등된다. 이러한 공식은 2011-12, 2017-18, 2022-23시즌에 다시 한번 깨어졌다.
프리미어리그는 강등되는 클럽에게 배분되는 중계권료는 “낙하산 보상금”이라는 명목으로 조금 주어진다. 2006-07시즌이 시작되면서, 이 돈은 한 클럽이 하위 리그에서 두 시즌을 보내는 동안 650만 파운드에 달했으나, 2007-08 시즌에 클럽이 강등되더라도 1,120만 파운드로 증가된 금액을 받을 수 있게 되었다. 프리미어리그 팀들이 평균적으로 4,500만 파운드를 받을 때, 풋볼 리그 챔피언십의 팀들은 평균 100만 파운드를 받는다.

### 빅4의 지배, 그리고 그 이후
또 다른 중요한 비판은 이른바 “빅4”라 불리는 맨체스터 유나이티드 FC, 리버풀 FC, 첼시 FC, 아스널 FC 이 빅클럽들의 과점 현상이다. 지난 28번의 시즌 동안 빅4 팀이 무려 22번의 우승을 차지하였다. 블랙번 로버스, 맨체스터 시티, 레스터 시티 FC 만이 프리미어리그의 역사에서 빅4가 아닌 팀이 우승한 경우이다.
그리하여 잉글랜드의 지배적인 이 네 클럽을 “빅4”로 부르고 있다. 빅4 클럽은 2005-06 시즌부터 네 시즌 동안 4위까지를 전부 차지하였다. 그 결과 빅4는 지난 다섯 시즌 동안 UEFA 챔피언스리그에 진출하면서 많은 경제적인 이득을 얻었다. 이러한 이득은 수익의 증가와 더불어 빅4 클럽과 프리미어리그 내 다른 팀들과의 격차를 더 벌리는 원인이 되고 있다. 2008년 5월, 뉴캐슬 유나이티드의 감독인 케빈 키건은 빅4의 지배가 리그를 위협한다면서, “프리미어리그는 가장 지루한 리그가 될 위험이 있지만, 세계에서 가장 큰 리그이다.”라고 말했다. 키건의 논평에 뒤이어, 프리미어리그의 사무국장인 리처드 스커다모어는 리그를 지지하면서 “프리미어리그는 상위권이든, 중위권이든, 하위권이든 간에 다양한 격투가 존재하는 것이 흥미를 유발한다.”라고 말했다.
하지만 최근 들어 빅4로 군림하던 클럽들의 균형이 깨지면서 맨체스터 시티와 토트넘 홋스퍼가 치고 올라와 상위권을 형성, 이 두 팀을 추가하여 이른바 “빅6”로 불리는 새로운 구도가 탄생하였다. 맨체스터 시티는 2010년대 4번의 리그 우승을 통해 이를 입증하였고, 토트넘은 비록 우승은 없지만 2010년대 리그 순위에서 4위권에 6번이나 들며 경쟁력을 보여주었다.

## 구단

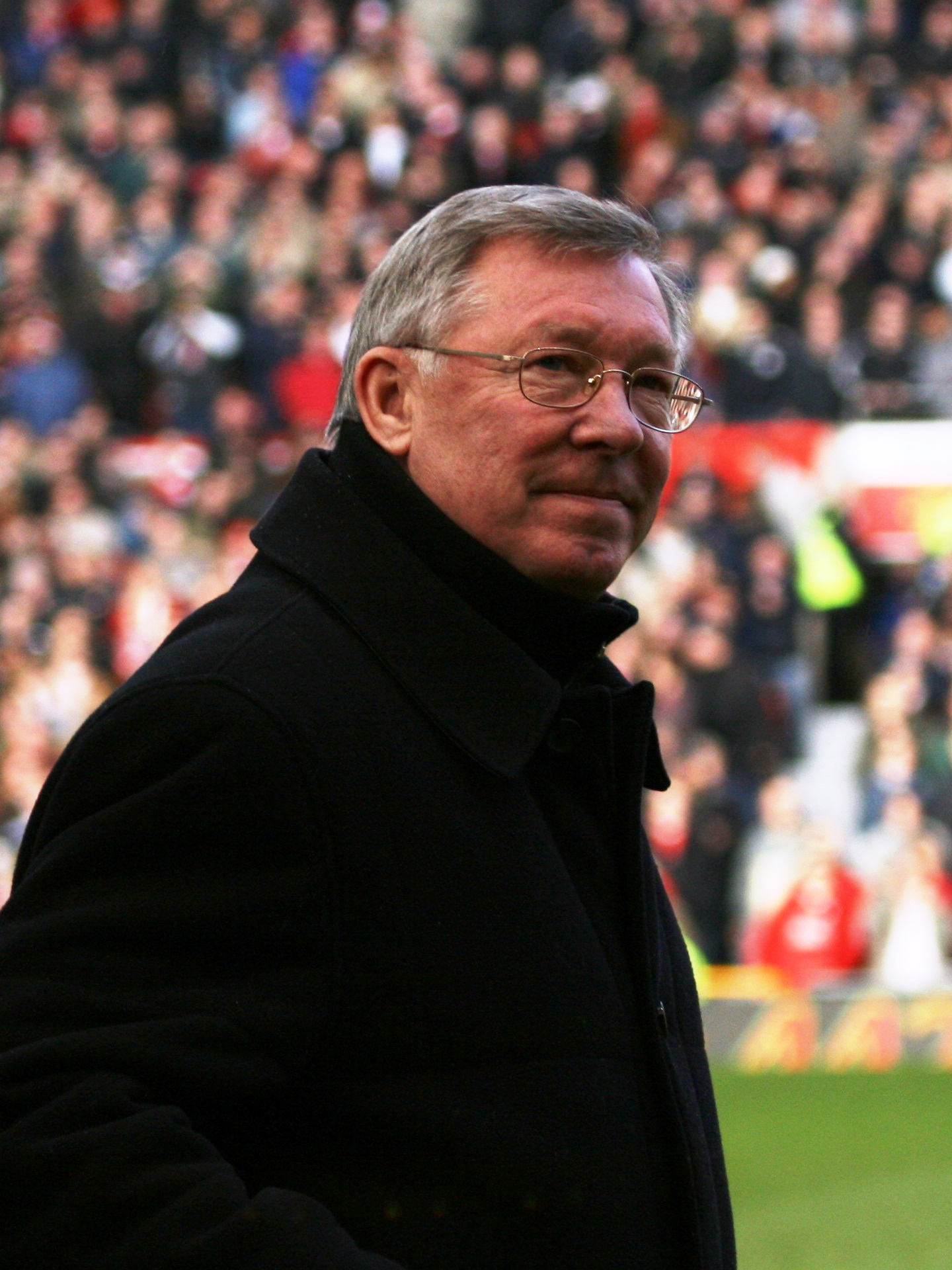
프리미어리그에서 가장 오랜 기간 감독을 했었던 알렉스 퍼거슨 감독, 2013년 퇴임 하였다.

1992년부터 2024년까지 프리미어리그에는 총 51개 클럽이 참가했었으며, 카디프 시티와 스완지 시티는 웨일스 지역의 연고팀이었다. 루턴 타운과 노츠 카운티는 프리미어리그 참가 협정에 사인했었지만, 프리미어리그 첫 시즌 바로 전인 1991-92 시즌에 강등되었고, 이중에서 노츠 카운티는 현재까지 한번도 승격하지 못하고 있다.
프리미어리그가 생기고 현재까지 한번도 강등되지 않은 팀은 총 여섯 팀으로 아스널, 첼시, 토트넘 홋스퍼, 맨체스터 유나이티드, 리버풀, 에버턴이다.

### 2024-25 시즌참가 구단
| 구단                   | 위치           | 홈구장                       | 수용 인원 | 감독                 |
| ---------------------- | -------------- | ---------------------------- | --------- | -------------------- |
| 맨체스터 시티          | 맨체스터       | 시티 오브 맨체스터 스타디움  | 55,097    | 펩 과르디올라        |
| 아스날                 | 런던           | 에미레이트 스타디움          | 60,260    | 미켈 아르테타        |
| 리버풀                 | 리버풀         | 안필드                       | 54,074    | 아르너 슬로트        |
| 애스턴 빌라            | 버밍엄         | 빌라 파크                    | 42,682    | 우나이 에메리        |
| 토트넘 홋스퍼          | 런던           | 토트넘 홋스퍼 스타디움       | 62,240    | 엔제 포스테코글루    |
| 첼시                   | 런던           | 스템포드 브릿지              | 41,798    | 엔초 마레스카        |
| 뉴캐슬 유나이티드      | 뉴캐슬어폰타인 | 세인트 제임스 파크           | 52,354    | 에디 하우            |
| 맨체스터 유나이티드    | 맨체스터       | 올드 트래포드                | 75,653    | 후벵 아모링          |
| 웨스트햄 유나이티드    | 런던           | 올림픽 스타디움              | 60,000    | 그레이엄 포터        |
| 크리스털 팰리스        | 런던           | 셀허스트 파크                | 25,456    | 올리버 글라스너      |
| 브라이턴 & 호브 앨비언 | 브라이턴 호브  | 팔머 스타디움                | 30,750    | 파비안 휘르첼러      |
| 본머스                 | 본머스         | 바이탈리티 스타디움          | 11,364    | 안도니 이라올라      |
| 풀럼                   | 런던           | 크레이븐 코티지              | 25,700    | 마르코 실바          |
| 울버햄프턴 원더러스    | 울버햄프턴     | 몰리뉴 경기장                | 31,700    | 비토르 페레이라      |
| 에버턴                 | 리버풀         | 구디슨 파크                  | 40,157    | 데이비드 모예스      |
| 브렌트퍼드             | 브렌트퍼드     | 브렌트퍼드 커뮤니티 스타디움 | 17,250    | 토마스 프랑크        |
| 노팅엄 포레스트        | 노팅엄         | 시티 그라운드                | 30,445    | 누누 이스피리투 산투 |
| 레스터 시티            | 레스터         | 킹 파워 스타디움             | 32,262    | 뤼트 판 니스텔로이   |
| 입스위치 타운          | 입스위치       | 포트먼 로드                  | 30,311    | 키어런 맥케나        |
| 사우샘프턴             | 사우샘프턴     | 세인트 메리스 스타디움       | 32,505    | 공석                 |

## 우승
잉글랜드 프로축구 챔피언(English football champions)은 잉글랜드 축구 리그 시스템 상의 최상위 리그에서 우승한 팀을 지칭한다. 1888년부터 1992년까지는 풋볼 리그 1부가 최상위 리그를 담당해왔으며, 1992년부터 오늘날에 이르기까지 프리미어리그가 최상위 리그를 담당하고 있다.

### 시즌별 우승 구단
| 시즌        | ● 우승 (우승 횟수)            | ● 준우승                      | ● 3위                         | 최다 득점자 |
| ----------- | ----------------------------- | ----------------------------- | ----------------------------- | --- |
| 1992 ~ 현재 | 프리미어리그 (Premier League) | 프리미어리그 (Premier League) | 프리미어리그 (Premier League) | 프리미어리그 (Premier League)                                                                                         |
| 1992-93     | 맨체스터 유나이티드 (8)       | 애스턴 빌라                   | 노리치 시티                   | 테디 셰링엄 (노팅엄 포리스트/토트넘 홋스퍼, 22골)                                                                     |
| 1993-94     | 맨체스터 유나이티드 (9)       | 블랙번 로버스                 | 뉴캐슬 유나이티드             | 앤디 콜 (뉴캐슬 유나이티드, 34골)                                                                                     |
| 1994-95     | 블랙번 로버스 (3)             | 맨체스터 유나이티드           | 노팅엄 포레스트               | 앨런 시어러 (블랙번 로버스, 34골)                                                                                     |
| 1995-96     | 맨체스터 유나이티드 (10)      | 뉴캐슬 유나이티드             | 리버풀                        | 앨런 시어러 (블랙번 로버스, 31골)                                                                                     |
| 1996-97     | 맨체스터 유나이티드 (11)      | 뉴캐슬 유나이티드             | 아스널                        | 앨런 시어러 (뉴캐슬 유나이티드, 25골)                                                                                 |
| 1997-98     | 아스널 (11)                   | 맨체스터 유나이티드           | 리버풀                        | 크리스 서턴 (블랙번 로버스, 18골) 디온 더블린 (코번트리 시티, 18골) 마이클 오언 (리버풀, 18골)                        |
| 1998-99     | 맨체스터 유나이티드 (12)      | 아스널                        | 첼시                          | 지미 플로이트 하셀바잉크 (리즈 유나이티드, 18골) 마이클 오언 (리버풀, 18골) 드와이트 요크 (맨체스터 유나이티드, 18골) |
| 1999-2000   | 맨체스터 유나이티드 (13)      | 아스널                        | 리즈 유나이티드               | 케빈 필립스 (선덜랜드, 30골)                                                                                          |
| 2000-01     | 맨체스터 유나이티드 (14)      | 아스널                        | 리버풀                        | 지미 플로이트 하셀바잉크 (첼시, 23골)                                                                                 |
| 2001-02     | 아스널 (12)                   | 리버풀                        | 맨체스터 유나이티드           | 티에리 앙리 (아스널, 24골)                                                                                            |
| 2002-03     | 맨체스터 유나이티드 (15)      | 아스널                        | 뉴캐슬 유나이티드             | 뤼트 판 니스텔로이 (맨체스터 유나이티드, 25골)                                                                        |
| 2003-04     | 아스널 (13)                   | 첼시                          | 맨체스터 유나이티드           | 티에리 앙리 (아스널, 30골)                                                                                            |
| 2004-05     | 첼시 (2)                      | 아스널                        | 맨체스터 유나이티드           | 티에리 앙리 (아스널, 25골)                                                                                            |
| 2005-06     | 첼시 (3)                      | 맨체스터 유나이티드           | 리버풀                        | 티에리 앙리 (아스널, 27골)                                                                                            |
| 2006-07     | 맨체스터 유나이티드 (16)      | 첼시                          | 리버풀                        | 디디에 드로그바 (첼시, 20골)                                                                                          |
| 2007-08     | 맨체스터 유나이티드 (17)      | 첼시                          | 아스널                        | 크리스티아누 호날두 (맨체스터 유나이티드, 31골)                                                                       |
| 2008-09     | 맨체스터 유나이티드 (18)      | 리버풀                        | 첼시                          | 니콜라 아넬카 (첼시, 19골)                                                                                            |
| 2009-10     | 첼시 (4)                      | 맨체스터 유나이티드           | 아스널                        | 디디에 드로그바 (첼시, 29골)                                                                                          |
| 2010-11     | 맨체스터 유나이티드 (19)      | 첼시                          | 맨체스터 시티                 | 디미터르 베르바토프 (맨체스터 유나이티드, 20골) 카를로스 테베스 (맨체스터 시티, 20골)                                 |
| 2011-12     | 맨체스터 시티 (3)             | 맨체스터 유나이티드           | 아스널                        | 로빈 판 페르시 (아스널, 30골)                                                                                         |
| 2012-13     | 맨체스터 유나이티드 (20)      | 맨체스터 시티                 | 첼시                          | 로빈 판 페르시 (맨체스터 유나이티드, 26골)                                                                            |
| 2013-14     | 맨체스터 시티 (4)             | 리버풀                        | 첼시                          | 루이스 수아레스 (리버풀, 31골)                                                                                        |
| 2014-15     | 첼시 (5)                      | 맨체스터 시티                 | 아스널                        | 세르히오 아구에로 (맨체스터 시티, 26골)                                                                               |
| 2015-16     | 레스터 시티 (1)               | 아스널                        | 토트넘 홋스퍼                 | 해리 케인 (토트넘 홋스퍼, 25골)                                                                                       |
| 2016-17     | 첼시 (6)                      | 토트넘 홋스퍼                 | 맨체스터 시티                 | 해리 케인 (토트넘 홋스퍼, 29골)                                                                                       |
| 2017-18     | 맨체스터 시티 (5)             | 맨체스터 유나이티드           | 토트넘 홋스퍼                 | 모하메드 살라 (리버풀, 32골)                                                                                          |
| 2018-19     | 맨체스터 시티 (6)             | 리버풀                        | 첼시                          | 사디오 마네 (리버풀, 22골) 피에르 에머릭 오바메양 (아스널, 22골) 모하메드 살라 (리버풀, 22골)                         |
| 2019-20     | 리버풀 (19)                   | 맨체스터 시티                 | 맨체스터 유나이티드           | 제이미 바디 (레스터 시티, 23골)                                                                                       |
| 2020-21     | 맨체스터 시티 (7)             | 맨체스터 유나이티드           | 리버풀                        | 해리 케인 (토트넘 홋스퍼, 23골)                                                                                       |
| 2021-22     | 맨체스터 시티 (8)             | 리버풀                        | 첼시                          | 손흥민 (토트넘 홋스퍼, 23골) 모하메드 살라 (리버풀, 23골)                                                             |
| 2022-23     | 맨체스터 시티 (9)             | 아스널                        | 맨체스터 유나이티드           | 엘링 홀란 (맨체스터 시티, 36골)                                                                                       |
| 2023-24     | 맨체스터 시티 (10)            | 아스널                        | 리버풀                        | 엘링 홀란 (맨체스터 시티, 27골)                                                                                       |
| 2024-25     | 리버풀 (20)                   | 아스널                        | 맨체스터 시티                 | 모하메드 살라 (리버풀, 29골)                                                                                          |

### 구단별 우승 횟수
24개 구단이 우승 기록을 가지고 있다. 풋볼 리그 퍼스트 디비전 시절을 포함한 잉글랜드 축구 최상위 디비전에서의 우승 횟수이다.
| 클럽                   | 우승 | 준우승 | 우승 연도 |
| ---------------------- | ---- | ------ | --- |
| 맨체스터 유나이티드    | 20   | 17     | 1907–08, 1910–11, 1951–52, 1955–56, 1956–57, 1964–65, 1966–67, 1992–93, 1993–94, 1995–96, 1996–97, 1998–99, 1999–00, 2000–01, 2002–03, 2006–07, 2007–08, 2008–09, 2010–11, 2012–13 |
| 리버풀                 | 20   | 15     | 1900–01, 1905–06, 1921–22, 1922–23, 1946–47, 1963–64, 1965–66, 1972–73, 1975–76, 1976–77, 1978–79, 1979–80, 1981–82, 1982–83, 1983–84, 1985–86, 1987–88, 1989–90, 2019-20, 2024-25 |
| 아스널                 | 13   | 12     | 1930–31, 1932–33, 1933–34, 1934–35, 1937–38, 1947–48, 1952–53, 1970–71, 1988–89, 1990–91, 1997–98, 2001–02, 2003–04                                                                |
| 맨체스터 시티          | 10   | 6      | 1936–37, 1967–68, 2011–12, 2013–14, 2017–18, 2018-19, 2020-21, 2021-22, 2022-23, 2023-24                                                                                           |
| 에버턴                 | 9    | 7      | 1890–91, 1914–15, 1927–28, 1931–32, 1938–39, 1962–63, 1969–70, 1984–85, 1986–87 |
| 애스턴 빌라            | 7    | 10     | 1893–94, 1895–96, 1896–97, 1898–99, 1899–00, 1909–10, 1980–81 |
| 선덜랜드               | 6    | 5      | 1891–92, 1892–93, 1894–95, 1901–02, 1912–13, 1935–36 |
| 첼시                   | 6    | 4      | 1954–55, 2004–05, 2005–06, 2009–10, 2014–15, 2016–17 |
| 뉴캐슬 유나이티드      | 4    | 2      | 1904–05, 1906–07, 1908–09, 1926–27 |
| 셰필드 웬즈데이        | 4    | 1      | 1902–03, 1903–04, 1928–29, 1929–30 |
| 울버햄프턴 원더러스    | 3    | 5      | 1953–54, 1957–58, 1958–59 |
| 리즈 유나이티드        | 3    | 5      | 1968–69, 1973–74, 1991–92 |
| 허더스필드 타운        | 3    | 3      | 1923–24, 1924–25, 1925–26 |
| 블랙번 로버스          | 3    | 1      | 1911–12, 1913–14, 1994–95 |
| 프레스턴 노스 엔드     | 2    | 6      | 1888–89, 1889–90 |
| 토트넘 홋스퍼          | 2    | 5      | 1950–51, 1960–61 |
| 더비 카운티            | 2    | 3      | 1971–72, 1974–75 |
| 번리                   | 2    | 2      | 1920–21, 1959–60 |
| 포츠머스               | 2    | 0      | 1948–49, 1949–50 |
| 웨스트 브로미치 앨비언 | 1    | 2      | 1919–20 |
| 입스위치 타운          | 1    | 2      | 1961–62 |
| 셰필드 유나이티드      | 1    | 2      | 1897–98 |
| 노팅엄 포레스트        | 1    | 2      | 1977–78 |
| 레스터 시티            | 1    | 1      | 2015–16 |

## 선수

### 최다 득점자
| 순위 | 선수              | 골  |
| --- | ----------------- | --- |
| 1 | 앨런 시어러       | 260 |
| 2 | 해리 케인         | 209 |
| 3 | 웨인 루니         | 208 |
| 4 | 앤디 콜           | 187 |
| 5 | 세르히오 아구에로 | 184 |
| 6 | 프랭크 램파드     | 177 |
| 7 | 티에리 앙리       | 175 |
| 8 | 로비 파울러       | 163 |
| 9 | 저메인 데포       | 162 |
| 10 | 마이클 오언       | 150 |
| 2023년 5월 7일 기준 (굵은 글씨는 프리미어리그에서 활동 중인 현역 선수이다.) (이탤릭은 은퇴하지 않은 선수를 뜻한다.) |                   |     |

프리미어리그에서 뛰는 선수들은 비공식 대회인 이 달의 골과 올해의 골에서 경쟁을 한다. 선수들이 경쟁하는 다른 타이틀은 시즌 최고 득점자이다. 이전 블랙번 로버스와 뉴캐슬 유나이티드의 스트라이커인 앨런 시어러가 260골로 프리미어리그 최다 득점자 기록을 가지고 있다. 시어러는 그의 14시즌 동안 10위권 내에 10번 들어갔고, 세 번의 득점왕을 차지하였다. 1995-96 시즌에 그는 최초로 프리미어리그 득점 100골을 넘긴 선수가 되었다.
1992-93 시즌부터 2010-11 시즌까지 총 17명의 선수가 최고 득점자에 오르거나 공동 수상하였다. 티에리 앙리는 2005-06 시즌에 27골을 넣으며 연속 3회이자 개인 통산 4회의 득점왕에 올랐다. 이 기록은 시어러의 1994-95 시즌부터 1996-97 시즌까지 3회 연속 수상의 기록을 뛰어넘었다. 다른 중복 수상자는 2번 수상한 마이클 오언과 지미 플로이트 하셀바잉크이다. 앤디 콜과 앨런 시어러는 한 시즌에 34골 득점으로 한 시즌 최다 득점 기록을 가지고 있다. 앤디 콜의 기록은 1993-94 시즌이고 시어러의 기록은 1994-95 시즌으로 둘 다 한 시즌에 총 42라운드의 경기를 펼친 때이다. 1995-96 시즌에 시어러가 세운 38라운드에서의 31골은 2007-08 시즌에 크리스티아누 호날두도 기록하였는데, 이는 미드필더로서 한 시즌 최다 득점이다.
맨체스터 유나이티드는 프리미어리그가 시작한 후에 통산 1,000골을 기록한 첫 번째 팀이 되었다. 1,000번째 골은 2005-06 시즌에 미들즈브러와의 경기에서 4:1로 미들즈브러가 승리한 경기에서 크리스티아누 호날두가 기록한 골이다. 통산 1,000골을 기록한 팀은 맨체스터 유나이티드와 아스널뿐이다. 가장 많은 골이 들어간 경기는 2007년 9월 29일에 포츠머스가 레딩을 7:4로 이긴 경기이다.
2012-2013 시즌까지 오직 단 한 명의 선수만이 매 시즌 득점을 기록했는데, 맨체스터 유나이티드의 라이언 긱스가 그 주인공이다. 두 번째로 매 시즌 득점한 선수는 2007-08 시즌까지 16 시즌 동안 매 시즌 득점을 했었던 게리 스피드이다. 둘은 모두 웨일스 축구 국가대표팀의 주장을 역임했었다.

## 같이 보기
- 잉글랜드의 축구 최상위 리그 우승팀 목록